# 能人
，是靈長目動物裡第一种被認為屬於人类的生物，是人科人屬中的一個种。1960年至1963年，玛丽·利基于东非坦桑尼亚奥杜韦峡谷发现。生存在240萬年前，是介于南方古猿和直立人的中间类型。
能人的形態特征是身高較矮，不超過144公分；门齿、犬齿较大，前臼齿比纤细型南方古猿窄。能人的锁骨与现代人相似，手骨和足骨比现代人粗壮。头骨的骨壁薄，眉嵴不明显，脑容量大约为680毫升。
能人比起南方古猿进步，一般相信他們是南方古猿的後代，但也許他們更直接的祖先是體型更大、與猿類更相似的盧多爾夫人。
一般認為能人是匠人的祖先，而匠人則是更後期的直立人的祖先。不過有關智人是否為能人的直接後代還有爭議。
1. ↑  林秀嫚. . 史前館電子報. No. 第325期　. 2016-06-15.